# Noto (Itália)

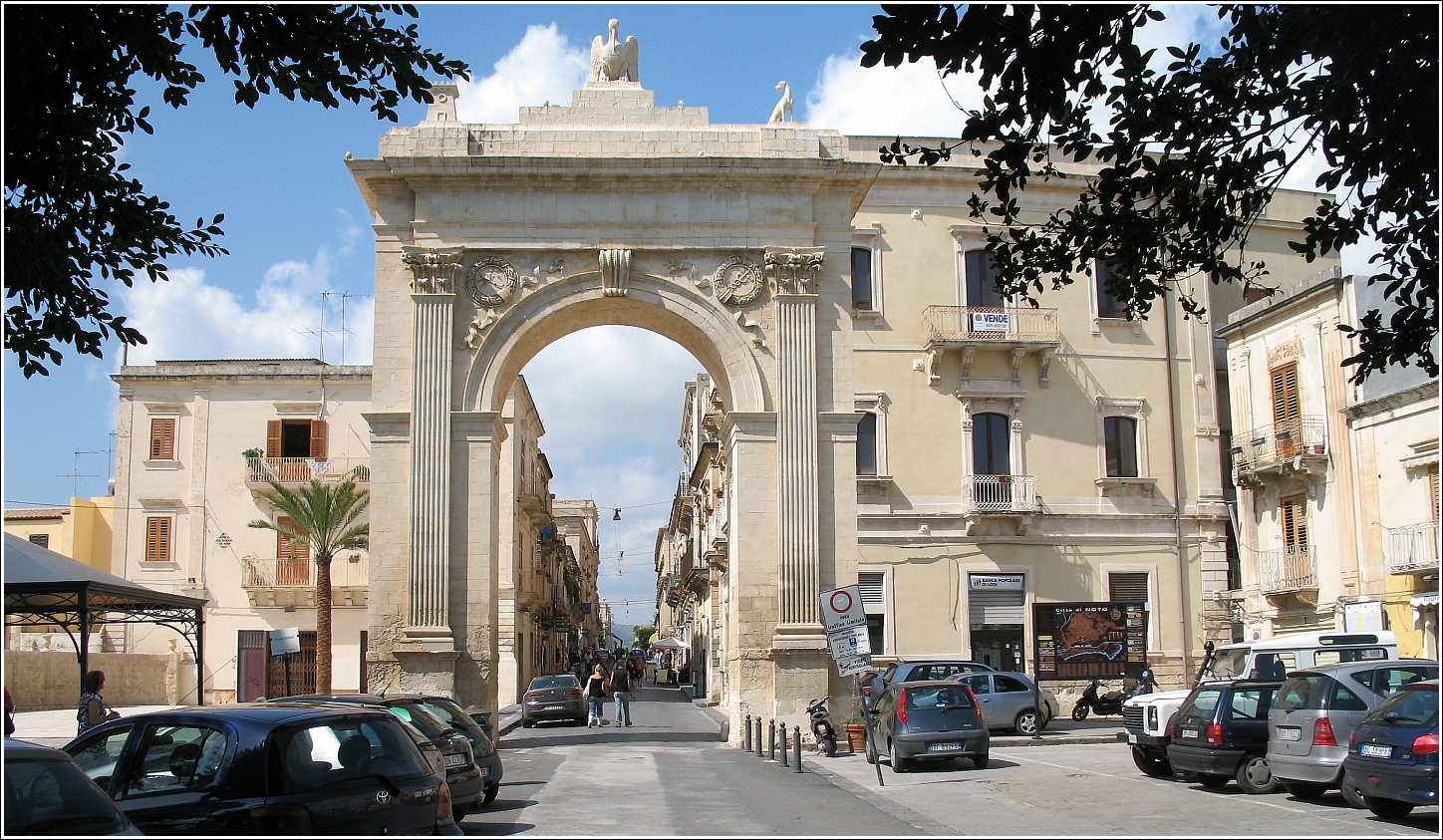
Porta Reale.

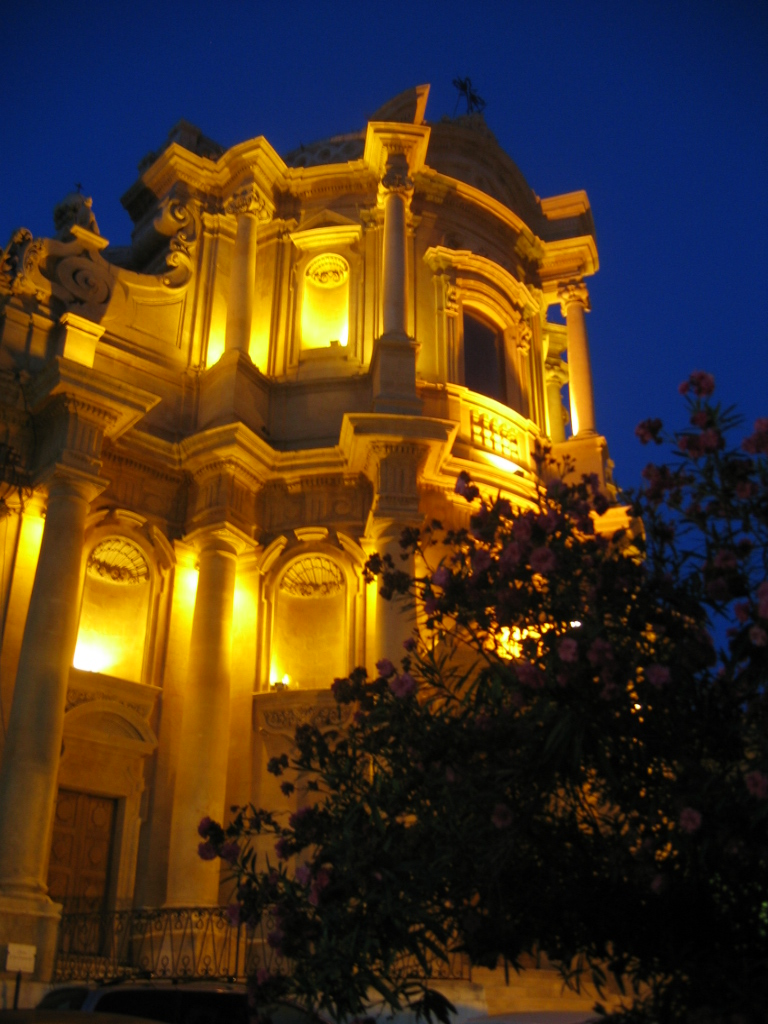
Chiesa di San Domenico.

Noto é uma comuna italiana da região da Sicília, província de Siracusa, com cerca de 22.971 habitantes. Estende-se por uma área de 550.86 km², tendo uma densidade populacional de 42 hab/km². Faz fronteira com as comununidades de Avola, Canicattini Bagni, Ispica, Modica, Pachino, Palazzolo Acreide, Rosolini, Siracusa.

## Demografia
| Variação demográfica do município entre 1861 e 2011                               |
|                                                                                   |
| Fonte: Istituto Nazionale di Statistica (ISTAT) - Elaboração gráfica da Wikipedia |